# MISIA
MISIA（ミーシャ、1978年7月7日 - ）は、日本の女性歌手。
長崎県対馬市出身。所属事務所はリズメディア。所属レーベルはSME傘下のアリオラジャパン。5オクターヴの音域を持つ。日本における女性R&Bブームの火つけ役的存在で、R&Bのメイン・ストリーム化に大いに貢献した。2010年代以降はバラエティ番組などのテレビ出演も活発に行っている。

## 略歴
長崎県大村市生まれ、幼少期(4歳から14歳まで)を同県の対馬市で過ごす。両親、兄、姉の家族全員が医師という家系で、国立長崎中央病院の外科医だった父の「離島に新しい医療を届けたい」という思いを受けて家族で対馬に移住。幼い頃から音楽に親しんでいた。福岡県立香住丘高等学校に進学後、黒人のボイストレーナーに師事。高校卒業後の1997年に上京し、歌手になるため、いろいろなオーディションに応募したりレコード会社に書類を送ったりしていた。
1998年、シングル『つつみ込むように…』でBMG JAPANよりデビュー。全国のクラブ・シーンを中心に草の根的に盛り上がっていった。先行発売されたアナログ盤5000枚は即完売し、間もなくアナログ市場で高値で取引された。デビューアルバム『Mother Father Brother Sister』は250万枚を超えるメガ・セールスを記録。
1999年、初のホール&アリーナ・ツアー「THE TOUR OF MISIA」を開催。
2000年、テレビドラマ『やまとなでしこ』（フジテレビ系）主題歌の「Everything」が出荷ベースで200万枚を突破した。
2001年、初のセルフプロデュース・アルバム『MARVELOUS』をリリース。
2002年、レコード会社をアリスタジャパンから所属事務所が設立した新レーベルRhythmedia Tribeに移籍。
2004年、女性ソロ・アーティストとして日本初の5大ドームツアー完全制覇を達成。
2005年3月31日、『愛・地球博』にアメリカの歌手エリカ・バドゥと出演。同年、ほっとけない 世界のまずしさキャンペーンに参加。
2007年、レコード会社をBMG JAPANへ移籍（事実上の復帰）する事が発表された。4月にケニアのナイロビ最大の貧民街キベラ・スラムを訪問。同年9月29日、台湾の台北県立新荘体育館で初となる海外ライヴ「MISIA ASIA LIVE 2007“以心伝心”In Taipei」を開催、約7,000人の観客を動員する。
2008年5月26・27日に、ミレニアム開発目標について紹介するライブイベント「Africa Benefit Live Yokohama」に参加。10月に、世界中の子どもの教育支援を目的の非営利団体‘Child AFRICA’（チャイルド・アフリカ）を立ち上げた。11月に、マラウイのデッザの農村、ナミテテのNGO、ミトゥンドゥの一村一品運動（JICA支援）の現場などの他、再びケニアのキベラ・スラムを訪問。同年、日本をはじめ、台湾、上海、シンガポール、ソウル、香港の5都市の海外5都市を含む全13都市/24公演のアジアでのアリーナツアー「THE TOUR OF MISIA DISCOTHIQUE ASIA」を開催、約25万人を動員した。メジャーリーガーであるイチロー選手が、2008年シーズンの打席に入る際の登場曲として、石川さゆりの「天城越え」とともに、MISIAの「以心伝心」と「Royal Chocolate Flush」を選んだ。
2009年から2010年にかけてロングツアー「星空のライヴV Just Ballade」を開催。デビューからの累計で250万人以上の観客動員を記録する。
2010年3月2日、国際連合より生物多様性条約第10回締約国会議名誉大使に任命される。同年5月21日、音楽とアートが持つメッセージパワーを活かし、世界をよりよくデザインするため、この年に設立された一般財団法人mudef理事に就任。同年5月31日に2010年南アフリカ大会の開催を記念して全世界（36か国）にてリリースされたFIFAワールドカップ公式アルバム『Listen Up! The Official 2010 FIFA World Cup Album』にアジアを代表してMISIAの楽曲「MAWARE MAWARE」（MISIA featuring M2J + Francis Jocky名義）が収録された。
2012年3月25日、アメリカ・ワシントンD.C.にて行われた全米桜祭りの開会式に出演し、「Everything」、「明日へ」などを歌唱した。東日本大震災に際し、アメリカから寄せられた多くの援助に対するお礼のメッセージをおくった。12月、JICAよりJICA-TICADオフィシャルサポーターに任命される。12月31日、第63回NHK紅白歌合戦に紅組特別出演歌手として初出場を果たす。また、WOWOWのライブ中継や情報番組のインタビュー出演を除けば、歌番組を含むテレビ番組への初めての出演でもあった。
2013年1月23日、外務省より第5回アフリカ開発会議（TICAD V）名誉大使に任命される。また、視察で訪れたセネガルで再レコーディングした「MAWARE MAWARE (feat. Doudou N'Diaye Rose)」がTICAD Vテーマソングに決定した。同年2月20日にリリースしたベストアルバム『MISIA SUPER BEST RECORDS -15th Celebration-』がオリコンウィークリーランキングで1位を獲得する。同年8月、初の夏フェスとなる「SUMMER SONIC 2013」と「RISING SUN ROCK FESTIVAL 2013 in EZO」に出演。
2015年の第66回NHK紅白歌合戦では紅組の戦後70周年特別企画の一環で3年ぶり2回目の出演が決定。長崎県の平和公園・平和祈念像前から中継で「オルフェンズの涙」を披露した。
2016年7月、宮城・石巻港雲雀野埠頭で行われたイベント「Reborn-Art Festival × ap bank fes 2016」に参加。同年9月、ニューヨーク在住のジャズトランペット奏者・黒田卓也のバンドとともに「Blue Note JAZZ FESTIVAL in JAPAN」に参加。同年12月から翌2017年2月にかけて、1999年から始まった「THE TOUR OF MISIA」シリーズの最終章となる全国ツアー「THE TOUR OF MISIA LOVE BEBOP all roads lead to you」を開催。
2017年7月、自身初の"SOUL JAZZ"をテーマとしたミニアルバム『MISIA SOUL JAZZ SESSION』をリリース。それにあわせてアルバムに共同プロデュース/アレンジ/演奏で参加した黒田卓也とそのバンドメンバーと東名阪を回るライヴツアー「MISIA SUMMER SOUL JAZZ 2017」を開催。
2018年にデビュー20周年を迎え、4月より20周年祝祭ライブ「20th Anniversary THE SUPER TOUR OF MISIA -Girls just wanna have fun-」、6月より全国ホールツアー「20th Anniversary MISIA 星空のライヴ X Life is going on and on」を開催。同年7月、黒田卓也のバンドを迎え、初のブルーノート東京での単独ライブとなる「MISIA SUMMER SOUL JAZZ PREMIUM 2018」を開催。7月29日、夏フェス「FUJI ROCK FESTIVAL'18」に出演。
2019年の第70回NHK紅白歌合戦では紅組トリを務め、「アイノカタチ」「INTO THE LIGHT」「Everything」をメドレーで披露した。バックダンサーやコーラス、DJに多数のLGBTアーティストを迎え歌唱すると共に、3曲目の「Everything」では背景に大きくレインボーフラッグが映し出され、他の出場者たちも手渡された小さなレインボーフラッグを振って応援した。このパフォーマンスには「画期的」「素晴らしい」との称賛が上がる一方で、LGBT当事者の中からは「違和感を覚える」といった否定的な声も聞かれた。
2020年2月、中国の人気音楽番組「歌手・当打之年（歌手2020）」に出演することを決めた（中国語での人名表記は「米希亚」）。番組は13週をワンシーズンとして展開し、毎週国内外からの実力歌手7人+挑戦者1～2人が500人の視聴者投票により、上位7名に入ることを競うもので、予選の第1週～第10週（第10週が上位5名に入ったため、第11週の敗者復活戦は免除）は1位2回、3位3回、4位2回、5位3回を獲得した。決勝第1ラウンドの第12週で敗退し順位はなかった（6～7位相当）が、現地でその判定に対し疑惑の声も上がった。
2020年、第71回NHK紅白歌合戦への出場を決めたが、同年11月15日、『news23』（TBSテレビ）の番組ロケ中に落馬し、胸椎を骨折して全治6週間のけがを負った。12月19日、東京国際フォーラムで開いたクリスマス公演でステージ復帰。
2021年7月23日、東京オリンピックの開会式にて、日本国歌「君が代」を独唱。

## 人物
「MISIA」というアーティスト名の由来は、「ASIAの方々にも音楽を届けたい」という想いから。
セクシャルマイノリティへの差別・偏見を少しでも減らす社会を目指したい、という考えを持っており、前述のステージにドラァグクイーン等を起用する姿勢もその表れである。2019年の第70回NHK紅白歌合戦では多数のLGBTアーティストをバックにレインボーフラッグを掲げてパフォーマンスを行った（後述）。同年には松任谷由実や清水ミチコらとともにLGBTQ支援を掲げた『LIVE PRIDE』にも出演。
社会貢献活動や慈善活動にも積極的で、特に子供の教育支援に尽力している。2008年からアフリカ・ケニアの子供たちをサポートすべく教育支援活動を開始。また世界中の子どもの教育支援を目的とした非営利団体・Child AFRICAを立ち上げる。2010年には国際連合から生物多様性条約第10回締約国会議（COP10）名誉大使、2012年にはJICA国際協力機構からTICAD V（第5回アフリカ開発会議）のオフィシャルサポーター、2013年には日本の外務省から第5回アフリカ開発会議の名誉大使に任命された。それらの功績が認められ、2018年には「環境保護」「社会貢献」「非戦・平和関連」など、市民目線で豊かな未来へとつながる活動に取り組んだ個人や団体に贈られる「第3回 澄和Futurist賞」を受賞した。
デビュー当時からしばらくはテレビにはほとんど出演しなかったが、2010年代以降はバラエティ番組などにも積極的に出演するようになった。
メロンパンが大好物で、メロンパンダというメロンパンとパンダを組み合わせたキャラクターをデザインしたことがある。また、メロンパンダのテーマ曲「甘い恋人」も発表した。
海原やすよ ともこと普段から深い親交がある。
浅田美代子と大親友であり、誕生日には浅田の自宅で誕生会を開いてもらったこともある。
清水ミチコとも仲良しで、カラオケによく行く間柄であり、MISIAが持ち歌を歌うこともある。

## ディスコグラフィ
スタジオ・アルバム
1. Mother Father Brother Sister（1998年）
2. LOVE IS THE MESSAGE（2000年）
3. MARVELOUS（2001年）
4. KISS IN THE SKY（2002年）
5. MARS & ROSES（2004年）
6. SINGER FOR SINGER（2004年）
7. ASCENSION（2007年）
8. EIGHTH WORLD（2008年）
9. JUST BALLADE（2009年）
10. SOUL QUEST（2011年）
11. NEW MORNING（2014年）
12. LOVE BEBOP（2016年）
13. Life is going on and on（2018年）
14. HELLO LOVE（2021年）
15. LOVE NEVER DIES（2025年）

## オフィシャルブック
- MISIA is here!（ルー出版 1998年12月10日）ISBN 489778073X
- MISIA Complete Book 果てなく続くストーリー（パルコ出版 2002年2月26日）ISBN 4891946407
- MISIAのエンタメデイズ（マガジンハウス 2005年7月7日）ISBN 4838716028
- 明日への言葉 〜1／100のメッセージ〜（講談社 2011年5月26日）ISBN 406216826X

## タイアップ一覧
| 曲名                                                         | タイアップ                                                                                      |
| ------------------------------------------------------------ | ----------------------------------------------------------------------------------------------- |
| つつみ込むように…                                            | エルセーヌCMソング                                                                              |
| つつみ込むように…                                            | ソニー「Listen」CMソング                                                                        |
| 陽のあたる場所                                               | 読売テレビ・日本テレビ系『どっちの料理ショー』エンディングテーマ                                |
| 陽のあたる場所                                               | 日活配給映画『'hood』挿入歌                                                                     |
| 陽のあたる場所                                               | TBS系『おはよう!グッデイ』テーマソング                                                          |
| 恋する季節                                                   | エルセーヌCMソング                                                                              |
| 恋する季節                                                   | テレビ東京系『BREAKBEATS』オープニングテーマ                                                    |
| KEY OF LOVE 〜愛の行方〜                                     | フジテレビ系『続!ボキャブラ天国』テーマソング                                                   |
| THE GLORY DAY                                                | J-WAVE「Original Christmas Song '98」キャンペーンソング                                         |
| INTO THE LIGHT                                               | ケンウッド「ランページ」CMソング                                                                |
| BELIEVE                                                      | 日立マクセル「マクセルMD」CMソング                                                              |
| 忘れない日々                                                 | 日立マクセル「TRUE SOUND」CMソング                                                              |
| It's just love                                               | マックスファクター「ななこなでしこ」CMソング                                                    |
| sweetness（SATOSHI TOMIIE SWEETER 12" MIX）                  | NTTコミュニケーションズ「OCN」CMソング                                                          |
| 恋する季節（MARTIN LASCELLES REMIX）                         | 「デビアス」CMソング                                                                            |
| Escape                                                       | ケンウッド「Avino」CMソング                                                                     |
| Everything                                                   | フジテレビ系ドラマ『やまとなでしこ』主題歌                                                      |
| Everything                                                   | 日清食品「カップヌードル」CMソング                                                              |
| あの夏のままで                                               | TBS系『小さな恋みつけた』テーマソング                                                           |
| あの夏のままで                                               | NTTコミュニケーションズ「OCN」CMソング                                                          |
| 果てなく続くストーリー                                       | NHK『ソルトレークシティオリンピック』テーマソング                                               |
| 眠れぬ夜は君のせい                                           | フジテレビ系ドラマ『恋愛偏差値』主題歌                                                          |
| 眠れぬ夜は君のせい                                           | キリンビバレッジ「RAKUDA」CMソング                                                              |
| Don't stop music!                                            | JAPAN FM LEAGUEキャンペーンソング                                                               |
| 飛び方を忘れた小さな鳥（STAR OCEAN version）                 | エニックス(現スクウェア・エニックス)『スターオーシャン Till the End of Time』テーマソング       |
| 心ひとつ                                                     | 東宝配給映画『ドラゴンヘッド』主題歌                                                            |
| IN MY SOUL                                                   | 2003 J-WAVE クリスマスキャンペーンソング                                                        |
| 名前のない空を見上げて                                       | NHK連続テレビ小説『天花』主題歌                                                                 |
| Let It Smile                                                 | トヨタ自動車「WISH」CMソング                                                                    |
| 虹のラララ                                                   | 花王「ビオレ」CMソング                                                                          |
| 冬のエトランジェ                                             | 東映配給映画『海猫』主題歌                                                                      |
| Holy Hold Me                                                 | NTTコミュニケーションズ「OCN」CMソング                                                          |
| Holy Hold Me                                                 | TFM 2004 クリスマスキャンペーンソング                                                           |
| 星空の片隅で                                                 | 関西テレビ・フジテレビ系ドラマ『みんな昔は子供だった』主題歌                                    |
| SONG FOR YOU                                                 | NTTコミュニケーションズ「OCNミュージックストア」CMソング                                        |
| SHININ' 〜虹色のリズム〜                                     | 花王「ビオレ」CMソング                                                                          |
| LUV PARADE                                                   | ドワンゴ「★いろメロミックスDX」CMソング                                                         |
| LUV PARADE                                                   | エイベックス・マーケティング「ミュゥモ」CMソング                                                |
| LUV PARADE                                                   | エムティーアイ「music.jp」CMソング                                                              |
| Color of Life                                                | トヨタ自動車「WISH」CMソング                                                                    |
| 太陽がくれたプレゼント                                       | 住友生命「LIVE ONE」CMソング                                                                    |
| Sea of Dreams 〜Tokyo DisneySea 5th Anniversary Theme Song〜 | 東京ディズニーシー「東京ディズニーシー5thアニバーサリー」テーマソング                           |
| REMEMBER LADY                                                | 成田国際空港「ナリタ5番街」CMソング                                                             |
| そばにいて...                                                | コーセー「雪肌精」CMソング                                                                      |
| ANY LOVE                                                     | テレビ東京系『JAPAN COUNTDOWN』エンディングテーマ                                               |
| 太陽の地図                                                   | フジテレビ系『めざましテレビ』テーマソング                                                      |
| KISS AND HUG                                                 | J-WAVE『KISS AND HUG』テーマソング                                                              |
| To Be In Love                                                | 東北新社配給映画『テラビシアにかける橋』日本版イメージソング                                    |
| To Be In Love                                                | J-WAVE「Holy December. Be In Love, With J-WAVE!」キャンペーンソング                             |
| Yes Forever                                                  | コーセー「雪肌精」CMソング                                                                      |
| 約束の翼                                                     | ギャガ・コミュニケーションズ配給映画『僕の彼女はサイボーグ』主題歌                              |
| 少しずつ 大切に                                              | TBS系『感動! 北の大自然スペシャル 森のラブレター 倉本聰が贈る、果てしない命の物語』テーマソング |
| 少しずつ 大切に                                              | 沢井製薬「想う心」篇CMソング                                                                    |
| 地平線の向こう側へ                                           | テレビ東京系『ワールドビジネスサテライト』エンディングテーマ                                    |
| 銀河                                                         | コーセー「雪肌精シュープレム」海外版CMソング                                                    |
| 銀河                                                         | 世界天文年2009イメージソング                                                                    |
| いつまでも                                                   | コーセー「雪肌精」CMソング                                                                      |
| 逢いたくていま                                               | TBS系ドラマ『JIN-仁-』主題歌                                                                    |
| 星のように…                                                  | ワーナー・ブラザース映画配給映画『大怪獣バトル ウルトラ銀河伝説 THE MOVIE』主題歌               |
| 僕のきもち                                                   | 読売テレビ・日本テレビ系『秘密のケンミンSHOW』エンディングテーマ                                |
| 唇と唇                                                       | ENEOS「モーターオイル」CMソング                                                                 |
| EDGE OF THIS WORLD                                           | 角川映画配給劇場アニメーション『いばらの王 -King of Thorn-』主題歌                              |
| 記憶                                                         | テレビ朝日系ドラマ『遺留捜査』主題歌                                                            |
| 明日へ（Live Ver.）                                          | テレビ朝日系 ANN報道特別番組「つながろう!ニッポン 〜テレビが伝えたこと〜」エンディングテーマ    |
| 君には嘘をつけない                                           | 外為ジャパン「空とワタシ」篇CMソング                                                            |
| 真夏のカメレオン                                             | 読売テレビ・日本テレビ系『秘密のケンミンSHOW』エンディングテーマ                                |
| 雨のソナタ                                                   | P&Gジャパン h&s「なぜヘッドスパしないの？」篇CMソング                                           |
| Smile                                                        | 東宝配給3DCGアニメ映画『friends もののけ島のナキ』主題歌                                        |
| What A Wonderful World                                       | セコム「世界の笑顔」篇CMソング                                                                  |
| 素晴らしいもの探しに行こう（feat. MURO）                     | 読売テレビ・日本テレビ系『秘密のケンミンSHOW』エンディングテーマ                                |
| 大きな愛の木の下で                                           | ハウス食品 北海道シチュー「2011クリスマス」篇CMソング                                           |
| Can't Take My Eyes Off Of You                                | フジテレビ系『FNNスーパーニュース』テーマソング                                                 |
| 恋は終わらないずっと                                         | NHKドラマ10『はつ恋』主題歌                                                                     |
| 恋は終わらないずっと（Acoustic Version）                     | NHKドラマ10『はつ恋』挿入歌                                                                     |
| Stay Gold                                                    | NHKドラマ10『はつ恋』挿入歌                                                                     |
| DEEPNESS                                                     | TBS系ドラマ『大奥〜誕生［有功・家光篇］』主題歌                                                 |
| Back In Love Again（feat. 布袋寅泰）                         | 松竹、アスミック・エース配給映画『大奥〜永遠〜［右衛門佐・綱吉篇］』主題歌                      |
| HOLIDAY                                                      | トヨタ自動車 Isis「綿毛」篇CMソング                                                             |
| MAWARE MAWARE（feat. Doudou N'Diaye Rose)                    | TICAD V（第5回アフリカ開発会議）テーマソング                                                    |
| 幸せをフォーエバー                                           | 結婚情報誌ゼクシィCMソング                                                                      |
| 君の太陽になろう                                             | セイコー「ルキア」CMソング                                                                      |
| 僕はペガサス 君はポラリス                                    | TBS系ドラマ『S -最後の警官-』主題歌                                                             |
| 白い季節                                                     | テレビ朝日系 金曜ナイトドラマ『セカンド・ラブ』挿入歌                                           |
| 桜ひとひら                                                   | テレビ東京系ドラマ『永遠の0』主題歌                                                             |
| HOPE & DREAMS                                                | 「TOKYO RAINBOW WEEK 2014」応援ソング                                                           |
| 流れ星                                                       | 東宝配給映画『S -最後の警官- 奪還 RECOVERY OF OUR FUTURE』主題歌                                |
| あなたにスマイル：）                                         | キリンビバレッジ「世界のKitchenから」CMソング                                                   |
| 明日はもっと好きになる                                       | キリンビバレッジ「世界のKitchenから」CMソング                                                   |
| オルフェンズの涙                                             | MBS・TBS系テレビアニメ『機動戦士ガンダム 鉄血のオルフェンズ』エンディングテーマ                 |
| Butterfly Butterfly                                          | 呉工業「KURE 5-56」CMソング                                                                     |
| SUPER RAINBOW                                                | 卓球日本代表応援ソング                                                                          |
| 運命loop（feat.Marcus Miller）                               | 歴史シミュレーションゲーム『信長の野望・大志』テーマソング                                      |
| 君のそばにいるよ                                             | ワーナー・ブラザース映画配給映画『鋼の錬金術師』主題歌                                          |
| 来るぞスリリング                                             | WOWOW『LPGA女子ゴルフツアー2018』番組テーマソング                                               |
| アイノカタチ feat. HIDE (GReeeeN)                            | TBSテレビ 火曜ドラマ『義母と娘のブルース』主題歌                                                |
| LOVED                                                        | 松竹配給映画『居眠り磐音』主題歌                                                                |
| 好いとっと                                                   | NHK福岡放送局『ロクいち!福岡』番組テーマソング                                                  |
| 君の背中にはいつも愛がある                                   | JRA 馬術競技応援ソング                                                                          |
| アイノカタチ（So Special Ver.）                              | SUBARU「レヴォーグ」CMソング                                                                    |
| 想いはらはらと                                               | 映画 ｢ヒノマルソウル〜舞台裏の英雄たち〜｣ 主題歌                                                |
| Welcome One                                                  | JRA 馬術競技応援ソング                                                                          |
| 歌を歌おう                                                   | 日本テレビ 24時間テレビチャリティーソング                                                       |
| Mysterious Love（feat. MIYACHI）                             | 呉工業「KURE 5-56」CMソング                                                                     |
| おはようユニバース                                           | TBSテレビ『THE TIME,』『THE TIME'』テーマソング                                                 |
| おはようユニバース                                           | ファイントゥデイ資生堂「TSUBAKI」CMソング                                                       |
| ゆびきりげんまん                                             | テレビ朝日系ドラマ『黄金の刻〜服部金太郎物語〜』主題歌                                          |

## 出演

### テレビ
- MISIA Live for AFRICA 〜アフリカのためにできること〜（2008年7月5日、NHK-BShi）
- いのちのうた（2015年8月4日、NHK総合）
- 徹子の部屋 （2018年1月19日、テレビ朝日）[44][45]
- HAPPYクリスマスおもちゃ屋MISIA（2020年12月22日、日本テレビ）[46]
  - HAPPY クリスマス おもちゃ屋 MISIA （2021年12月21日、日本テレビ）[47]
  - HAPPY クリスマス おもちゃ屋 MISIA 2022（2022年12月19日、日本テレビ）[48]
- ドキュメント72時間「福岡 あの日の遊園地は永遠に」（2022年2月25日、NHK総合）- ナレーション[注釈 6]
- THE TIME,（2023年1月25日、TBSテレビ）- ゲスト出演[49]
- 徹子の部屋（2023年10月12日、テレビ朝日）[50]
- MISIA PEACEFUL PARK LIVE＠東大寺（2023年12月23日、NHK BSプレミアム4K）（2024年1月20日、NHK総合） - 奈良・東大寺 大仏殿前庭に設けられた野外特設会場で開催された『東大寺開山良弁僧正1250年御遠忌慶讃 「MISIA PEACEFUL PARK Dialogue for Inclusion 2023」』公演より[51]。

#### NHK紅白歌合戦出場歴
| 年度   | 放送回 | 回 | 曲目                  | 出演順   | 対戦相手         | 備考                                     | 歌手別視聴率  |
| ------ | ------ | -- | --------------------- | -------- | ---------------- | ---------------------------------------- | ------------- |
| 2012年 | 第63回 | 初 | Everything～明日へ    | 特別企画 | （対戦相手なし） | アフリカのナミブ砂漠からの中継           | 43.6%（13位） |
| 2015年 | 第66回 | 2  | オルフェンズの涙      | 22/26    | X JAPAN          | 長崎からの中継 戦後70年企画              | 47.2%（16位） |
| 2018年 | 第69回 | 3  | アイノカタチ 2018     | 21/22    | ゆず             | トリ前 NHKホールで初歌唱                 | 43.4%（4位）  |
| 2019年 | 第70回 | 4  | アイノカタチメドレー  | 21/21    | 嵐               | 紅組トリ                                 | 40.1%（3位）  |
| 2020年 | 第71回 | 5  | アイノカタチ（3回目） | 21/21    | 福山雅治         | 大トリ（2）                              | 44.5%（3位）  |
| 2021年 | 第72回 | 6  | 明日へ 2021           | 21/21    | 福山雅治（2）    | 大トリ（3）                              | 39.2%（1位）  |
| 2022年 | 第73回 | 7  | 希望のうた            | 22/22    | 福山雅治（3）    | 紅組トリ（4） コーナー出演者としても歌唱 | 37.7%（2位）  |
| 2023年 | 第74回 | 8  | 紅白スペシャル2023    | 22/22    | 福山雅治（4）    | 大トリ（5）                              | 34.8%（1位）  |
| 2024年 | 第75回 | 9  | 紅白スペシャル2024    | 21/21    | 福山雅治（5）    | 大トリ（6） コーナー出演者としても歌唱   | 35.1%（1位）  |

- 対戦相手の歌手名の（）内の数字はその歌手との対戦回数、備考のトリ等の次にある（）はトリ等を務めた回数を表す。
- 前半トリとは1990年以降の紅白において、前半戦（ニュース中断まで）で両軍の締めくくりを務めたことを指す。
- 曲名の後の（○回目）は紅白で披露された回数を表す。

1. ↑  紅組特別出演歌手として出場。
2. ↑  当初は特別出演とされていたが、番組内では紅組の歌手として紹介された。NHKの公式ウェブサイトでは、紅組で2回目の出場と記載されている[52]。
3. ↑  「アイノカタチ」「つつみ込むように…」を順に歌唱。
4. ↑  「アイノカタチ」（2回目）、「INTO THE LIGHT」、「Everything」（2回目）を順に歌唱。
5. ↑  「明日へ」（2回目）、「Higher Love」を順に歌唱。
6. ↑  特別企画『ディズニースペシャルメドレー』内で「君の願いが世界を輝かす」を歌唱。
7. ↑  「愛をありがとう」「傷だらけの王者」「アイノカタチ」（4回目）を順に歌唱。
8. ↑  「希望のうた」（2回目）「明日へ」（3回目）を順に歌唱。
9. ↑  放送100年 特別企画 『歌って踊ろう! KIDS SHOW』内で「ビューティフル・ネーム」を歌唱。

### 吹き替え
- SING/シングシリーズ - ミーナ役
  - SING/シング（2017年3月17日公開）[53]
  - SING/シング: ネクストステージ（2022年3月18日公開）[54]

### ラジオ
- ACROSS THE VIEW（1998年 - 終了、J-WAVE）
- MISIA SISTA'S SOUL（1999年 - 終了、J-WAVE）
- MISIA+（1999年 - 終了、ニッポン放送）
- 24STREET（2003年 - 2004年3月、J-WAVE）
- MISIARTH 〜 in your soul（2005年9月終了、TOKYO FM）
- MISIAのオールナイトニッポンGOLD（2009年12月25日・2020年11月23日・2022年4月1日 - 、ニッポン放送）
- Letters from the Forest 〜MISIAの森だより〜（2012年8月 - 、FMヨコハマ）
- MISIA VINYL NIGHT 〜MISIAと日本のトップDJが選ぶアナログ盤コレクション〜（2013年4月15日、ニッポン放送）
- MISIA with CAPTAIN VINYL 〜MISIAと日本のトップDJが選ぶアナログ盤コレクション〜（2013年5月4日、ニッポン放送）
- MISIA アフリカの風（2014年4月1日 - 2015年3月、NHK-FM） - DJ
- MISIA  星空のラジオ（2015年4月 - 、NHK-FM） - DJ
- LOVE RAINBOW TRAIN（2020年4月4日 - 、TBSラジオ） - パーソナリティ

### CM
- ケンウッド「ランページ」（1998年）
- 日立マクセル「マクセルMD」（1999年）
- 日立マクセル「TRUE SOUND」（1999年）
- ケンウッド「Avino」（2000年）
- キリンビバレッジ「RAKUDA」（2002年）
- トヨタ自動車「Isis」（2012年）
- ヤクルト「Y1000」（2021年）[55]

## 受賞歴
- 2000年
  - 第27回ザテレビジョンドラマアカデミー賞 主題歌賞（『Everything』､ドラマ『やまとなでしこ』主題歌）[56]
- 2018年
  - 第60回日本レコード大賞 最優秀歌唱賞
- 2021年
  - 第63回日本レコード大賞 最優秀歌唱賞

## 関連人物
- 鷺巣詩郎 - 作編曲・ストリングス&ブラスアレンジ・音楽プロデューサー